# 6754 Бурденко
6754 Бурденко (6754 Burdenko) — астероїд головного поясу, відкритий 28 жовтня 1976 року.
Тіссеранів параметр щодо Юпітера — 3,477.